# Uddasjö
Uddasjö är en sjö i Varbergs kommun i Västergötland och ingår i Viskans huvudavrinningsområde. Sjön är 9 meter djup, har en yta på 0,046 kvadratkilometer och befinner sig 107,5 meter över havet. Vid provfiske har abborre, mört och regnbåge fångats i sjön.